# Leon Baptiste
Leon Baptiste (ur. 23 maja 1985) – brytyjski lekkoatleta specjalizujący się w biegach sprinterskich.
Karierę zaczynał w 2003 roku kiedy to zdobył złoto mistrzostw Europy juniorów w biegu na 100 metrów (był też członkiem mistrzowskiej sztafety 4 x 100 metrów). Na tym samym dystansie w kolejnym sezonie dotarł do półfinału światowego czempionatu juniorów. W 2007 roku był szósty w biegu na 200 metrów podczas młodzieżowych mistrzostw Starego Kontynentu, a w 2010 zwyciężył na tym dystansie podczas igrzysk Wspólnoty Narodów. Medalista mistrzostw kraju oraz reprezentant Wielkiej Brytanii w drużynowym czempionacie Europy. 

## Osiągnięcia
| Rok  | Impreza                                 | Miejsce    | Konkurencja        | Lokata     | Wynik |
| ---- | --------------------------------------- | ---------- | ------------------ | ---------- | ----- |
| 2003 | Mistrzostwa Europy juniorów             | Tampere    | bieg na 100 m      | 1. miejsce | 10,50 |
| 2003 | Mistrzostwa Europy juniorów             | Tampere    | sztafeta 4 x 100 m | 1. miejsce | 40,37 |
| 2004 | Mistrzostwa świata juniorów             | Grosseto   | bieg na 100 m      | półfinał   | 10,48 |
| 2005 | Młodzieżowe mistrzostwa Europy          | Erfurt     | sztafeta 4 x 100 m | 4. miejsce | 39,45 |
| 2007 | Młodzieżowe mistrzostwa Europy          | Debreczyn  | bieg na 200 m      | 6. miejsce | 21,08 |
| 2010 | Superliga drużynowych mistrzostw Europy | Bergen     | bieg na 200 m      | 5. miejsce | 20,84 |
| 2010 | Mistrzostwa Europy                      | Barcelona  | sztafeta 4 x 100 m | eliminacje | 39,49 |
| 2010 | Igrzyska Wspólnoty Narodów              | Nowe Delhi | bieg na 200 m      | 1. miejsce | 20,45 |
| 2010 | Igrzyska Wspólnoty Narodów              | Nowe Delhi | sztafeta 4 x 100 m | 1. miejsce | 38,74 |